# 弗拉季斯拉夫·叶戈罗夫
弗拉季斯拉夫·伊万诺维奇·叶戈罗夫（羅馬化：Vladislav Ivanovich Yegorov；1969年9月8日—）是俄罗斯政治人物，自2023年12月13日起担任俄罗斯联邦共产党第八届国家杜马议员。他是俄共下诺夫哥罗德地区委员会第一书记。

## 生平
2006年，叶戈罗夫当选为第四届下诺夫哥罗德州立法议会议员，并担任规则和议会道德委员会副主席。2011年，他连任了第五届下诺夫哥罗德州立法议会议员。
2023年12月13日，国家杜马议员弗拉基米尔·布洛茨基提前中止自己的任期，中央选举委员会随后将空缺职务移交给该党下诺夫哥罗德州支部第一书记叶戈罗夫。

## 家庭
叶戈罗夫已婚并育有二女。